# Zorion minutum
Zorion minutum är en skalbaggsart som först beskrevs av Fabricius 1775.  Zorion minutum ingår i släktet Zorion och familjen långhorningar. Inga underarter finns listade i Catalogue of Life.